# Andrena cryptanthae
Andrena cryptanthae är en biart som beskrevs av Timberlake 1951. Andrena cryptanthae ingår i släktet sandbin, och familjen grävbin. Inga underarter finns listade i Catalogue of Life.